# Kinlochleven
Kinlochleven är en ort i Storbritannien.   Den ligger i kommunen Highland och riksdelen Skottland, i den nordvästra delen av landet, 600 km nordväst om huvudstaden London. Kinlochleven ligger 59 meter över havet och antalet invånare är 831.
Terrängen runt Kinlochleven är huvudsakligen kuperad, men åt sydväst är den bergig. Kinlochleven ligger nere i en dal. Runt Kinlochleven är det mycket glesbefolkat, med 4 invånare per kvadratkilometer. Närmaste större samhälle är Fort William, 14,4 km nordväst om Kinlochleven. Trakten runt Kinlochleven består i huvudsak av gräsmarker.